# Plumularia scabra
Plumularia scabra är en nässeldjursart som först beskrevs av Jean-Baptiste Lamarck 1816.  Plumularia scabra ingår i släktet Plumularia och familjen Plumulariidae. Inga underarter finns listade i Catalogue of Life.